# Asiagói csata
Az asiagói csata az első világháború közepén, 1916. május 15-étől június 10-éig tartott az előrenyomuló Osztrák–Magyar Monarchia csapatai és a védekező Olaszország hadserege között. A támadást „Büntető-támadásnak” is hívták, utalva arra, hogy az Osztrák–Magyar Monarchia a balkáni hadjárat befejezése után igyekezett Olaszországot megtörni, az addigi az Isonzó folyó mentén folytatott védekezései után ellentámadást akart mérni az olasz csapatokra. A hadjárat egyik parancsnokává magát a Monarchia trónörökösét, Károly főherceget, a későbbi Károly császárt és királyt nevezték ki, így nevéhez kötve a sikeres támadásnak kikiáltott dicsőséget.

## A tervek
A haditervek kidolgozása nagyrészt Franz Conrad von Hötzendorfhoz, a Monarchia erőinek főparancsnokához köthető. A Monarchia stratégiai kilátásai kedvezőek voltak 1916 tavaszán, mivel Szerbia vereségével a balkáni front megszűnt, az orosz fronton az orosz csapatok visszavonultak, így jelentős számú monarchiabeli haderőt tudtak átcsoportosítani az olasz frontra. Hötzendorf az Alpokból, Trientből készítette elő a támadást, mivel úgy ítélte meg, hogy az Isonzó mentén történő áttörésre a térségben tartózkodó nagyszámú olasz csapat miatt amúgy sem lenne lehetősége. A haditerv szerint Asiago irányába, Padova felé kell kitörnie a frontvonalról az Osztrák–Magyar Monarchia haderőinek, bekerítve ezáltal az Isonzó folyónál lévő teljes olasz hadsereget, és így döntő győzelmet aratva Olaszország fölött.

## A csapatösszevonás
1916. május 15-re több mint 300 zászlóaljat és mintegy 2000 löveget vonultattak fel Trient térségében a Monarchia csapatai. Hötzendorf a siker bebiztosításához a német hadvezetéstől német csapatokat is kért, akik azonban visszautasították, mivel Németország ekkor még nem állt hivatalosan hadban Olaszországgal, illetve a német csapatokra a keleti fronton volt szükség. Az offenzíva majdnem meghiúsult, mivel az olasz titkosszolgálat a támadás előtt egy héttel jelezte Cadornának a csapatösszevonást Trient térségében, aki azonban a jelentésre ügyet sem vetett, mivel meggyőződése szerint az Alpok térségéből nem lehetett támadást várni a nehéz terepviszonyok miatt.

## A csata
1916. május 15-én erős tüzérségi előkészítés után megindult a Monarchia 11. és 3. hadserege Padova irányába. Asiago és Arsiero városok bevétele után nyitva állt az út Vicenza felé, amit mintegy 30 km-re megközelítettek a Monarchia csapatai. A Monarchia továbbnyomulását az 1. olasz hadsereg lassította le, Cadorna az Isonzó folyónál állomásozó olasz hadsereg nagy részét, egyre több olasz hadosztályt küldött a kritikusan legyengült frontszakaszokra, kihasználva a vasútvonalak sűrű kiépítettségét Északnyugat-Olaszországban. Az olasz front helyzetét a keleti fronton június 4-én megindult nagyerejű orosz támadás, a Bruszilov-offenzíva mentette meg, ami miatt monarchiabeli csapatokat kellett kivonni az olasz frontszakaszról, ezáltal leállítva a további lehetséges előrenyomulást. A támadást június 10-én fejezték be.

## Eredmények
A korlátozott siker ellenére a Monarchia hadserege jelentős nagyságú hadizsákmányra tett szert: 318 löveget, 191 gépfegyvert szereztek meg az olaszoktól, továbbá 50 000 olasz foglyot ejtettek. A támadás célja azonban meghiúsult, nem sikerült bekeríteni az olasz haderőt, sőt, az olaszok a vasútvonalakat újból kihasználva a Trient térségébe átszállított haderejüket rövid időn belül ismét az Isonzó folyóhoz telepítette vissza, felkészülve ezzel egy újabb támadás, a hatodik isonzói csata megtervezésébe. Politikai következményei azonban lettek az asiagói csatának: az olasz háborút megkezdő Antonio Salandra kormánya lemondott és Paolo Bosellit nevezték ki új miniszterelnöknek.